# Santa Maria de Vilarmilà

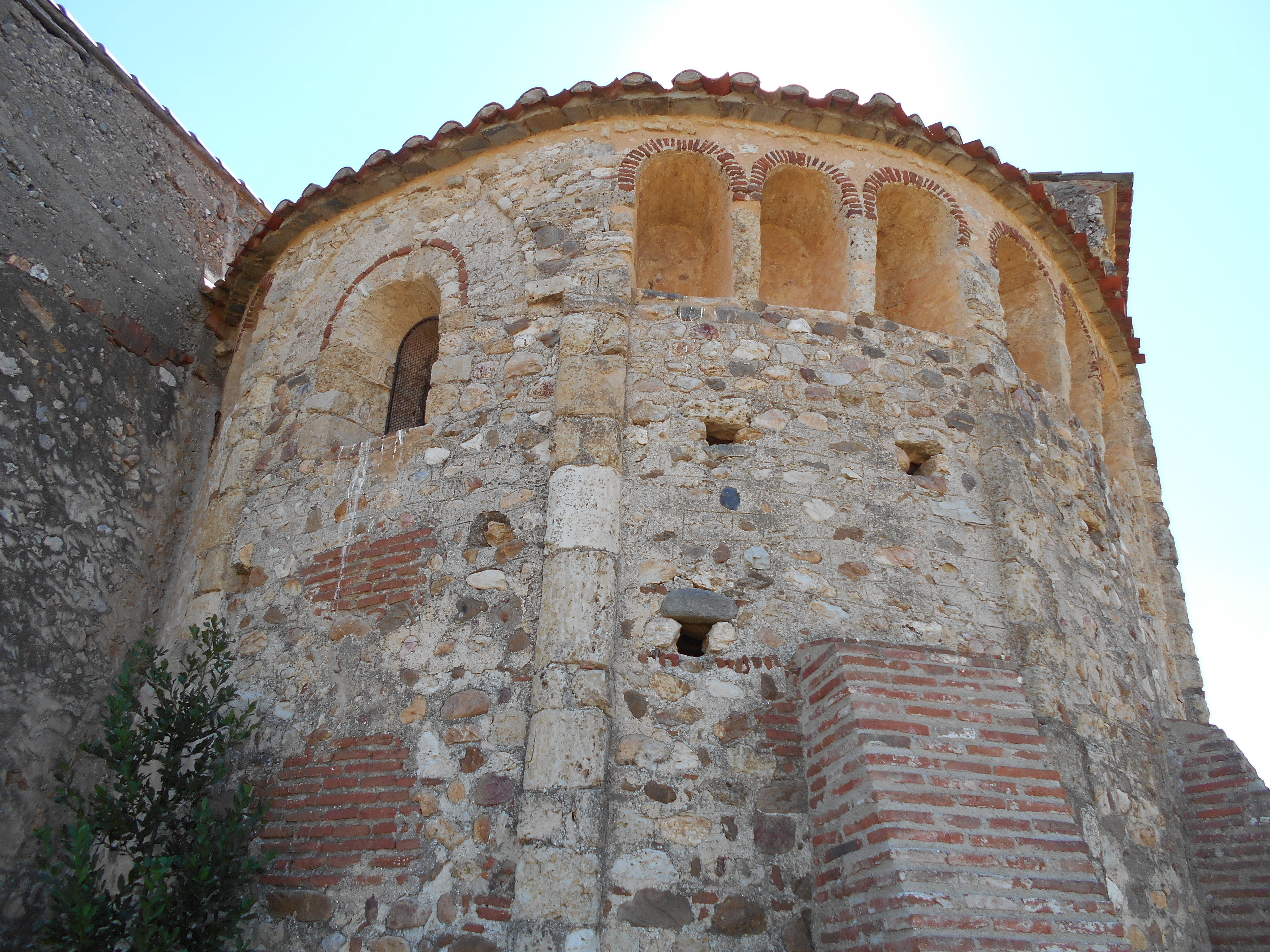
L'absis de l'església

Santa Maria de Vilarmilà és una capella romànica, de la comuna rossellonesa de Llupià, a la Catalunya del Nord.
Està situada a l'est-nord-est del poble de Llupià, al peu de l'antic Camí del Conflent, ara Camí, o Ruta, de Pontellà a Llupià.

## Història
Existeix poca documentació d'aquesta església. Se sap que fou donada al segle xii pel bisbe d'Elna al Monestir del Camp, cosa que confirma el 1163 en una butlla el papa Alexandre III: ecclesia Sanctae Mariae de Villare Milariis.

## L'edifici

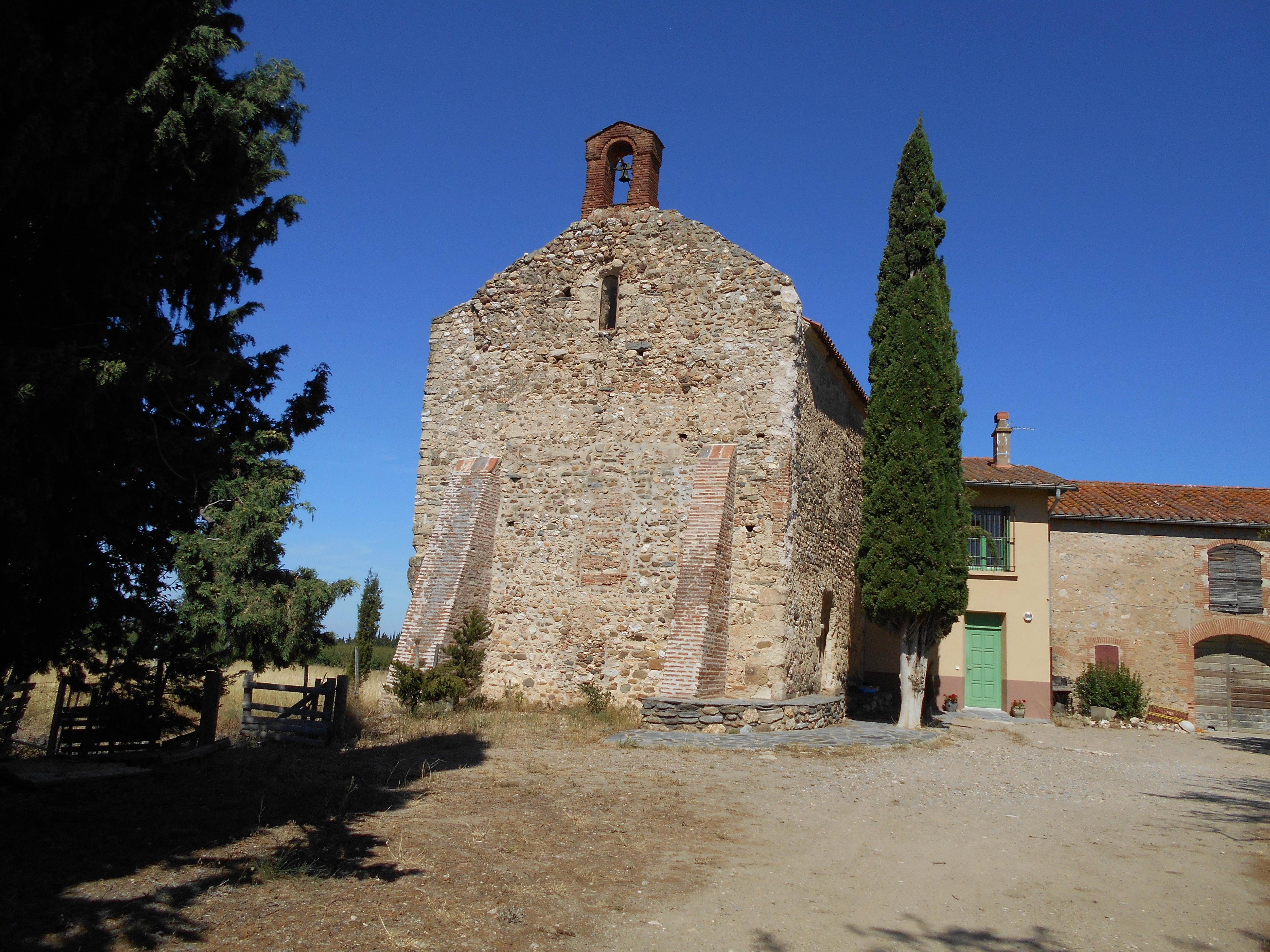
Façana occidental

És una església petita, de nau única capçada a llevant per un absis semicircular, com és corrent en el romànic, però en destaquen les dimensions, poc habituals per la seva gran açada. La nau és coberta amb volta de canó, que té el suport de dos arcs formers adossats a les parets laterals. Uneix la nau amb el presbiteri un arc triomfal de mig punt.

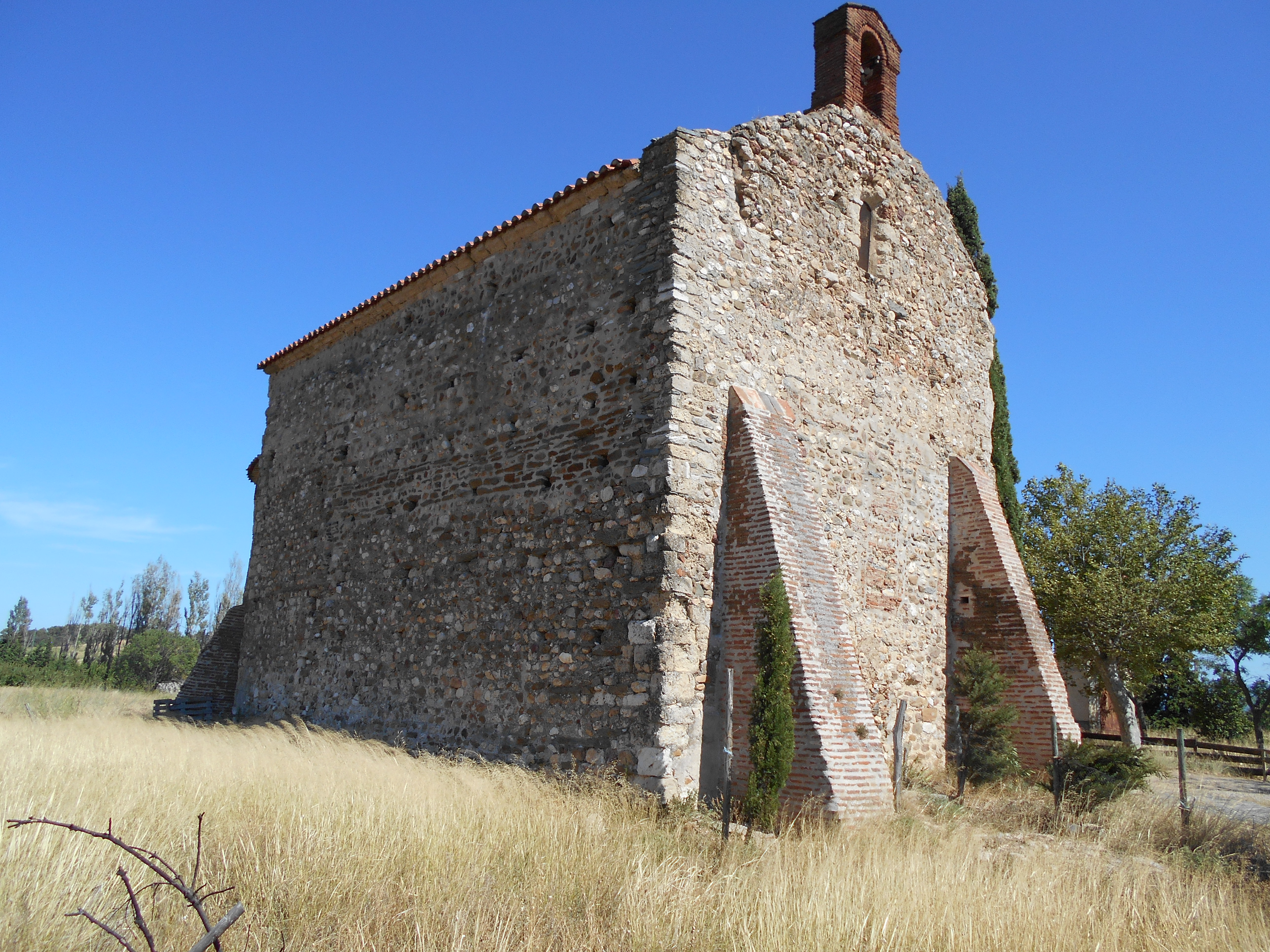
Façana nord

Exteriorment, l'absis presenta una destacada decoració arquitectònica. Es tracta d'arcades llombardes amb lesenes cada grup de tres arcades; dins de les arcades hi ha un nínxol cec. El tram central és l'únic on són absents els nínxols cecs. Es tracta d'un cas únic en les esglésies romàniques del Rosselló, pel que fa a aquesta decoració (que és força més present a la Catalunya del Sud).

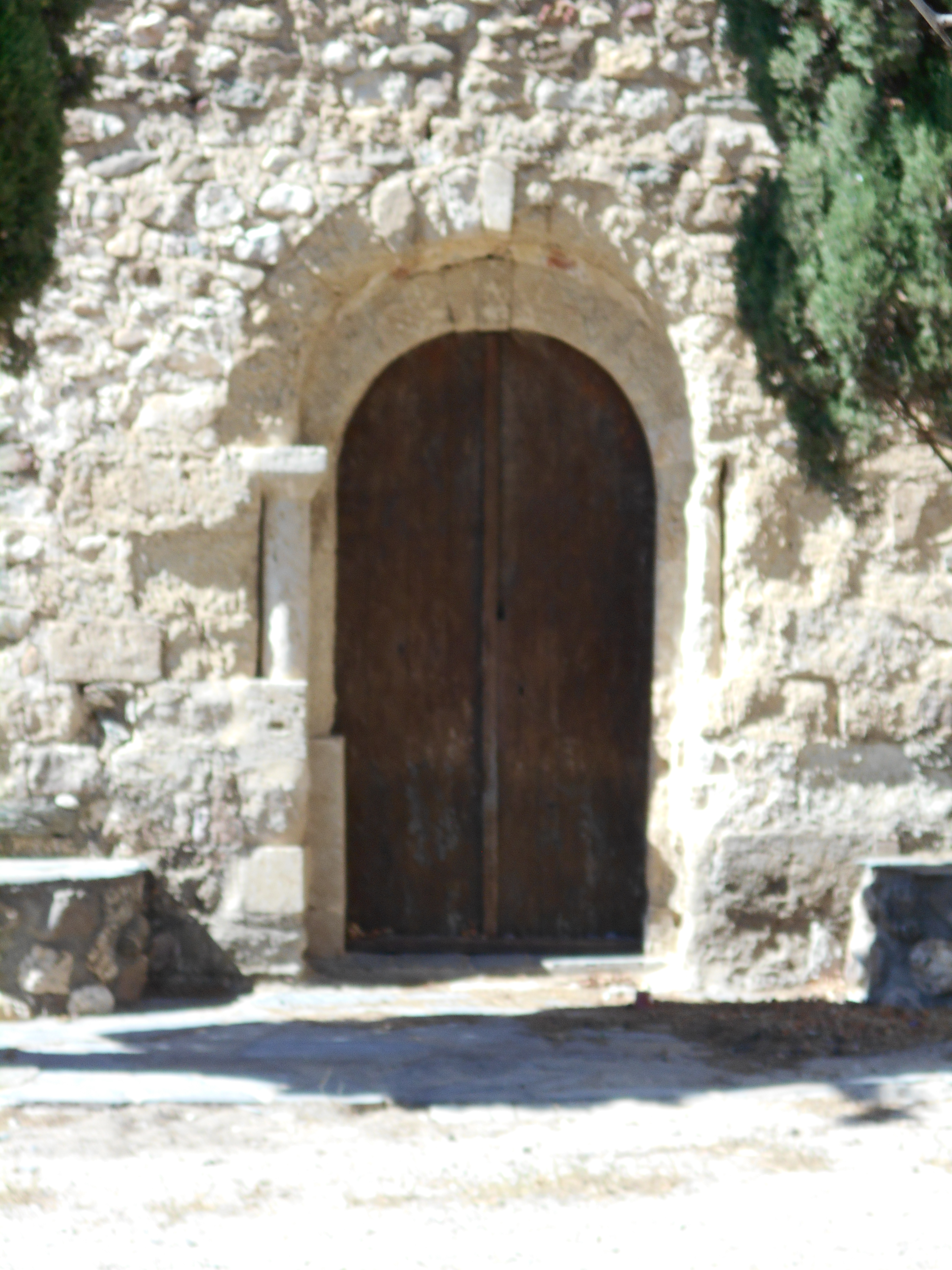
La porta de l'església

Un portal amb doble sistema de dovelles en escalonat es troba a la façana meridional de l'església, que, en canvi, no té timpà. L'arc exterior i l'interior no són ben bé paral·lels, i l'intradós entre els dos arcs conserva una pintura de colors blau i vermell que sembla la decoració original. Al muntant dret de l'exterior de la porta es conserva la columneta, curta, que completava el portal (a l'esquerre, és desaparegut).